# Pachycoelius mediocris
Pachycoelius mediocris är en stekelart som beskrevs av Giordani Soika 1969. Pachycoelius mediocris ingår i släktet Pachycoelius och familjen Eumenidae. Inga underarter finns listade i Catalogue of Life.